# Die Hüter der Tundra
Die Hüter der Tundra (Originaltitel englisch The Tundra Tale, auch russisch Сказка тундры Skaska tundry) ist ein Dokumentarfilm von René Harder. Er wurde 2013 für den Critics Week Award des  66. Locarno Film Festivals nominiert und auf demselben Festival im Rahmen der Semaine de la Critique am 11. August uraufgeführt. Am 22. Januar 2015 kam er in die deutschen Kinos und hatte am 20. Januar 2016 deutsche TV-Premiere bei arte.

## Hintergrund

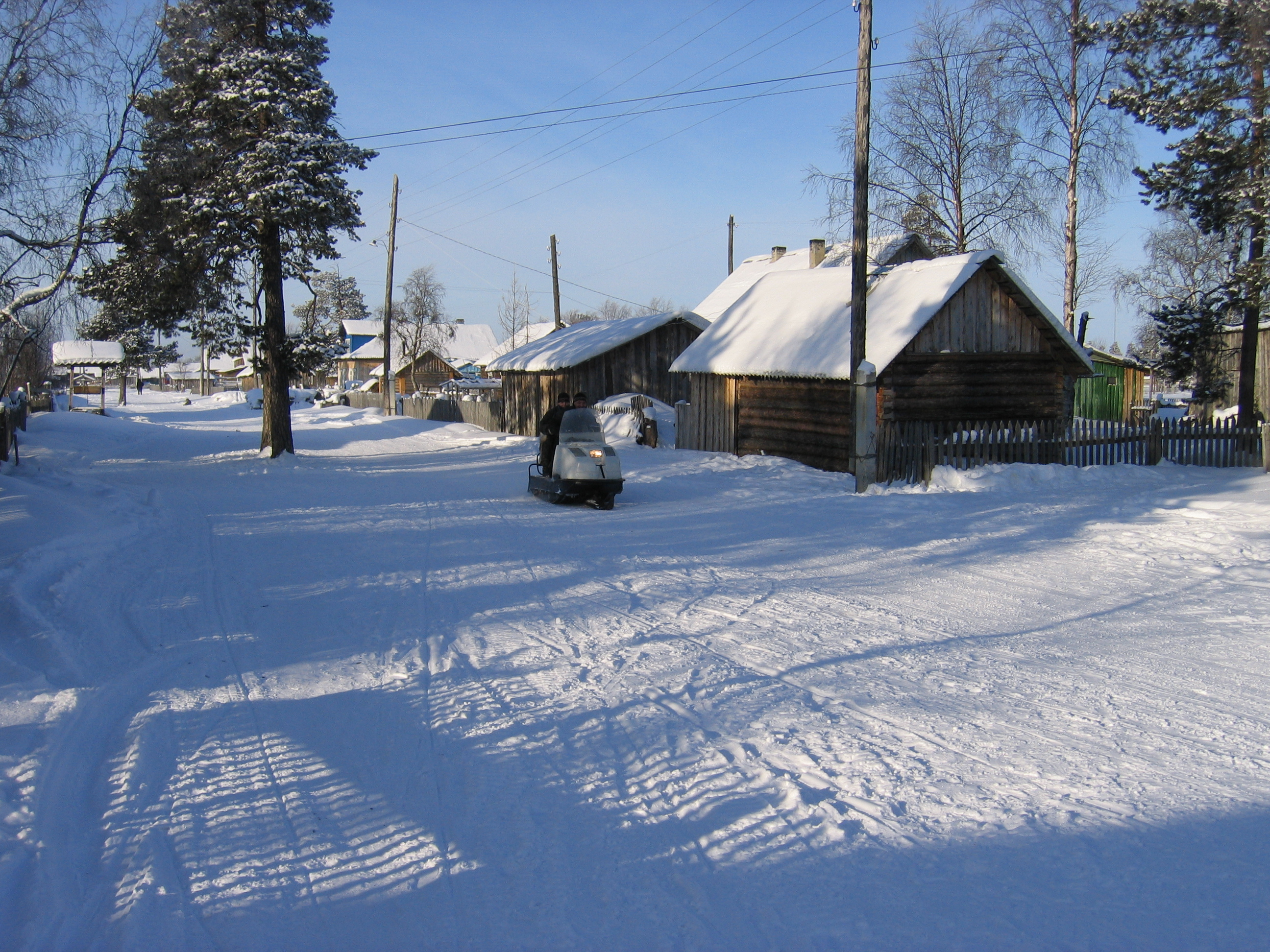
Eine der Hauptstraßen in Krasnoschtschelje im Winter (2008)

Der Dokumentarfilm Die Hüter der Tundra schildert das Leben der Bewohner von Krasnoschtschelje auf der Halbinsel Kola in Nordwest-Russland. Die Mehrheit der Dorfbewohner sind Komi-Ischemzen. außerdem leben dort Samen – die Urbevölkerung auf der Halbinsel Kola sowie dem gesamten Fennoskandien –, Nenzen, Russen und weitere Nationalitäten. Wichtigster Arbeitgeber in Krasnoschtschelje ist ein Agrarbetrieb, der Rentierwirtschaft betreibt.
Rentierhaltung in ursprünglich halbnomadisch lebenden Familienverbänden war der traditionell wichtigste Erwerbszweig der Samen. Auch die später gemeinsam mit Nenzen eingewanderten Ischemzen – durch die das Dorf Krasnoschtschelje 1921 gegründet wurde – waren Rentierhalter, jedoch mit größeren und zentralisierter gehaltenen Herden sowie anderen Techniken als die Samen. Wie im übrigen Nordrussland wurde die Rentierhaltung auf der Halbinsel Kola zwangskollektiviert und in mechanisierte landwirtschaftliche Großbetriebe integriert. Der 1933 gegründete Kolchos Krasnoschtschelje durchlief eine typische Entwicklung mit Verstaatlichung als Sowchos Pamjat Lenina („Zu Lenins Ehren“) 1971 und fortschreitender Industrialisierung der Produktion. Neben den Nachkommen der ursprünglichen Ischemzen und Nenzen arbeiten auch die in den 1960er Jahren aus ihren Siidas nach Krasnoschtschelje zwangsumgesiedelten samischen Rentierhalter im Betrieb, außerdem Russen und andere Mitglieder sowjetischer Nationalitäten. In Folge der wirtschaftlichen Entwicklungen nach der Auflösung der Sowjetunion wurde der Betrieb 1992 privatisiert und in eine Personengesellschaft (russisch towarischtschestwo) mit dem Namen Olenewod („Rentierhalter“) umgewandelt.

## Inhalt
Der Film beschreibt Krasnoschtschelje als das letzte Dorf samischer Rentierhalter in Russland und nimmt die Perspektive einer jungen samischen Familie aus dem Dorf ein. Den Regisseur Harder haben die Protagonisten fasziniert, „weil sie sich mit Leidenschaft in einer ihnen feindlichen gesonnenen Umwelt und Politik behaupten“.
Jedes Jahr im Winter versammeln sich die Bewohner von Krasnoschtschelje zum populären „Festival des Nordens“ (russisch Prasdnik sewera), bei dem die Hirten in einem Rentierschlitten-Rennen gegeneinander antreten. Doch die Weidegründe in der Tundra, die das Dorf umgibt, sind von der Exploration internationaler Rohstoffkonzerne bedroht. Und die Rentierhalter-Genossenschaft, die auch das Festival unterstützt, ist zahlungsunfähig. Die Menschen fürchten die Aufgabe dieser wichtigen lokalen Tradition und eine langsame Entvölkerung ihres Dorfes. Sascha, die 30-jährige Abgeordnete eines 2010 gegründeten, aber offiziell nicht anerkannten, Parlaments der russischen Samen will ihr Dorf retten.
Der Film zeigt Bilder aus dem Alltag von Sascha und ihrer Familie sowie von anderen Dorfbewohnern, darunter Saschas Bruder Wladik and andere Rentierhirten bei der Arbeit in der Tundra, und er folgt einer Reise von Sascha nach Murmansk – der Hauptstadt der Oblast und Sitz der lokalen samischen Interessenvertretung – und Guovdageaidnu – Sitz des Sametings in Norwegen –, wo sie politische Unterstützung sucht. Als dramaturgischer Leitfaden zieht sich Wladiks Brautsuche durch den Film.

## Rezeption
Die populären Rezensionen des Films, darunter bei Filmdienst und anderen Portalen, fokussieren auf die naturschönen Bilder aus der Tundra und die gelungenen Personenporträts und übernehmen als ihr Hauptthema die im Film dargestellte Bedrohung der traditionellen Lebensweise.

„Ein wichtiger Film über eine bedrohte Naturregion und ihre Bewohner, die so optimistisch und unbeirrt für die Erhaltung ihrer traditionellen Lebensweise kämpfen.“

In einer wissenschaftlichen Arbeit zu Identitätskonstruktionen kritisiert der Sozialanthropologe Lukas Allemann (Universität Lappland) den Film unter anderem für seine konstruierte samische Perspektive und die Ignoranz des tatsächlich bedeutenden Anteils der Komi-Ischemzen im ethnischen Mix des porträtierten Dorfes.

## Besetzung und Produktion
Der deutsche Autor, Regisseur und Schauspieler René Harder schrieb das Drehbuch für die Dokumentation und führte Regie sowie die zweite Kamera. Erster Kameramann war der norwegische Same Dan Jåma. Der Film wurde von Lichtblick Film in Zusammenarbeit mit Relation04 Media und ZDF/arte produziert. Unter den Förderern sind Film- und Medienstiftung NRW, Filmförderungsanstalt, Deutscher Filmförderfonds, Robert Bosch Stiftung und Nordnorsk Filmsenter.
Gefilmt wurde in Russland und Norwegen und vorwiegend in russischer Sprache. Daneben kommen auch Repliken in Norwegisch vor.
Die wichtigste Protagonistin ist die in Krasnoschtschelje geborene und aufgewachsene samische Aktivistin Alexandra Artijewa („Sascha“), deren Voiceover Hintergrundinformation zu den Bildern des Films liefert. Auch ihr Mann Wladimir Galkin („Wowa“), der aus einer samischen Familie von Rentierhaltern in Lowosero stammt, und weitere Protagonisten kommen zu Wort.

## Teilnahme an Festivals
- 2014 Locarno Film Festival (Welturaufführung)[1]
- 2014 Planet in Focus Environmental Film Festival, Toronto[1]
- 2014 Spirit of Fire, Chanty-Mansijsk[20]
- 2016 Mountainfilm International Filmfestival, Graz[1]
- 2016 Verzio Documentary Film Festiva, Budapest[1]